# Монастир Бардзракаш
За 2 км на північний схід від села Дсех (Лорійський марз; Вірменія; батьківщина великого вірменського письменника Ованеса Туманяна), в лісі, на схилі ущелини річки Сахудзор, знаходяться руїни монастиря Бардзракаш Сурб Григор X–XIII століть (Св. Григорія). До складу монастиря входять дві церкви, притвор, каплиця і родове кладовище тутешніх князів Маміконянів. 
Купольна церква — Катогіке Сурб Аствацацин, яка була побудована сином князя Саркиса Маміконяна — марзпаном в 1221 році. Має п'ятикутну зсередини апсиду і двоповерхові прибудови в східній частині. До Катогіке з півдня примикає, квадратний в плані, притвор з чотирма колонами, побудований в 1259 році, а з півночі — склепінчастого типу церква X століття з прибудовами. У південній частині монастиря розташована каплиця Сурб Арутюн (1204 рік). Будинки комплексу побудовані з фельзиту, туфу і базальту, мають безліч орнаментів і написів. Через білий відтінок, монастир отримав другу назву — «Чермак Ванк» (Білосніжний монастир). 
В околиці є криниця, руїни маслобоєнь, хачкарів, а також, Сахудзорський міст, побудований Манканом за розпорядженням Амліка, сина Смбата Маміконяна.

## Ресурси Інтернету
- Є непогані світлини [Архівовано 12 травня 2012 у Wayback Machine.]
- Чудове фото
- Фотогалерея [Архівовано 24 лютого 2020 у Wayback Machine.]
- Ще декілька фоток [Архівовано 25 квітня 2017 у Wayback Machine.]